# Châteauneuf-sur-Loire
Châteauneuf-sur-Loire is een gemeente in het Franse departement Loiret (regio Centre-Val de Loire). De plaats maakt deel uit van het arrondissement Orléans. Châteauneuf-sur-Loire telde op 1 januari 2022 8.470 inwoners.

## Geografie
De oppervlakte van Châteauneuf-sur-Loire bedroeg op 1 januari 2022 40,01 vierkante kilometer; de bevolkingsdichtheid was toen 211,7 inwoners per km².

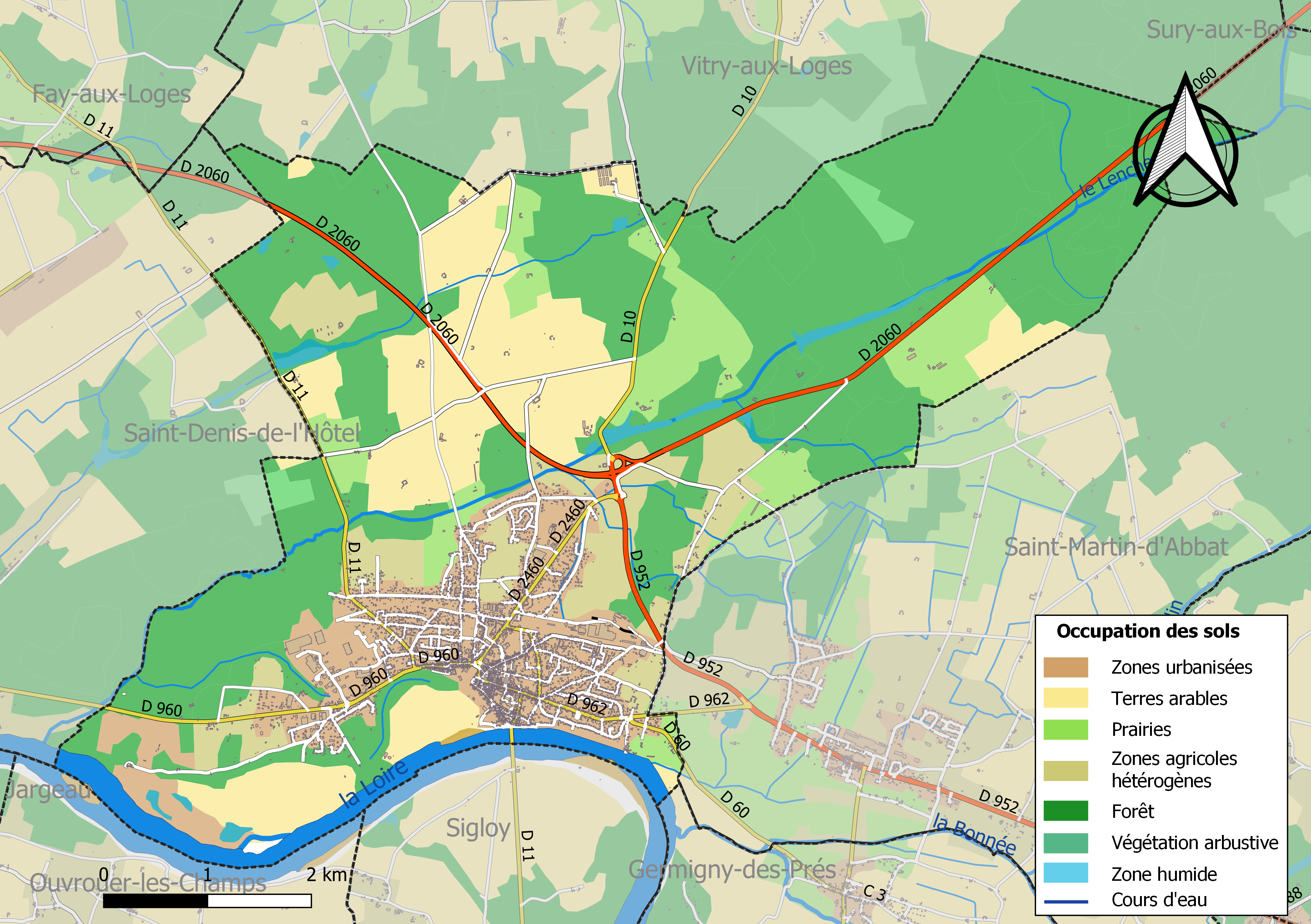
Kaart van de gemeente met de belangrijkste infrastructuur, bodemgebruik en omliggende gemeenten

## Demografie
Onderstaande figuur toont het verloop van het inwonertal (bron: INSEE-tellingen).